# Азракіти
Азракіти (араб. أزارقة, Azāriqa) — послідовники Нафі ібн аль-Азрака (загинув 685 року в Ахвазі), найрадикальніша й найбільш непримирима зі спільнот хариджитського ісламу. Їх вчення відзначалось крайньою нетерпимістю, а дії — жорстокістю. Після військової поразки зазнала краху і релігійна доктрина азракітів. Сьогодні цього релігійного руху не існує.

## Історія
Зародження спільноти азракітів відбулося у 80-х роках VII ст., коли Нафі ібн аль-Азрак очолив потужне повстання хариджитів у Іраку, спрямоване як проти омеядського халіфа, так і проти шиїтів. «Помірковані» хариджити під проводом Абдаллаха ібн Ібада відмовилися від участі у повстанні, пізніше вони стали називатись ібадитами. До повсталих приєднались хариджити Оману. Нафі ібн аль-Азрак був проголошений еміром віруючих. З 20-тисячним військом він захопив Ахваз, Фарс, Керман. Під час цього повстання халіфські війська кілька разів зазнавали поразок від хоробрих і самовідданих воїнів-азракітів. Звільняючи рабів і захищаючи поневолених, азракіти користувалися підтримкою серед сільського населення, особливо персів. Водночас фанатична нетерпимість азракітів до мусульман, що не поділяли їх поглядів, їх жорстокість звужували соціальну базу руху. До того ж у самому стані азракітів виникла ворожнеча поміж арабами та персами. Військо азракітів, яким після загибелі Нафі керував Катарі ібн аль-Фуджа'а, розпалось на окремі загони, що значно послабило його військову потугу. Повстання, що тривало понад 15 років, було придушене. Останній загін азракітів-арабів на чолі з Катарі був повністю розгромлений в Табаристані у 699 р. Одначе виступи азракітів продовжувались і в VIII–IX ст. У Ірані центром азракітів був Систан, де часто спалахували хариджитські повстання. Впродовж 14 років (869–883) в Нижньому Іраку і Хузестані тривало повстання чорних рабів-зинджів, вождем якого був азракіт Алі ібн Мухаммед.

## Релігійно-політична доктрина
Як і всі хариджити, азракіти визнавали імамат «найдостойнішого». «Найдостойнішим» вони визнавали того претендента, який виступав зі зброєю в руках і закликав людей до боротьби з «невірними». Виходячи з цього вони оголошували «невірними» Алі ібн Абі Таліба, Османа ібн Аффана та їх прихильників. Більше того, вони вважали «невірними» всіх, хто не брав участь у хариджитських повстаннях і не приєднався до їхнього табору. Вони однозначно відкидали теорію «необхідного приховування віри» (такія). Територію своїх супротивників азракіти вважали «землею невірних», її населення підлягало винищенню. Нафі ібн аль-Азрак вимагав неухильно дотримуватись принципу «релігійного вбивства», застосовуючи його не лише до своїх ворогів, але й до тих хариджитів, які «відсиджуються вдома» під час хариджитських повстань. Разом з тим азракіти не поширювали принцип вбивства «віровідступників» на юдеїв та християн, вважаючи, що вони не зраджували вчення своїх пророків — Мойсея та Ісуса Христа.

Вчення азракітів відзначалося винятковою нетерпимістю, а їх дії — жорстокістю. Вони випробовували тих, що приєдналися до них тим, що пропонували вбити раба, і того, хто відмовлявся, вбивали самого як «лицеміра» і «язичника». Тих, хто допустився тяжкого гріха, вони оголошували «невірним», приреченим на вічні муки у пеклі. Таку ж долю вони визначали для дітей «невірних» та «язичників» що було для азракітів моральним виправданням дозволу вбивати жінок і дітей своїх супротивників. Зрештою все це призвело до військової поразки азракітів і несприйняття їхньої релігійної доктрини.